# Давлетшина, Гульсира Булатовна
Гульсира Булатовна Давлетшина (24 октября 1924, Давлеткулово, Башкирская АССР — 2016, Ишимбай, Башкортостан) — врач-терапевт. Заслуженный врач РСФСР (1969). Кавалер ордена «Знак Почёта» (1961), отличник здравоохранения СССР (1954). Почётный гражданин города Ишимбай (1999).

## Биография
Гульсира Давлетшина родилась 24 октября 1924 года в деревне Давлеткулово Стерлитамакского кантона Башкирской АССР (ныне: Мелеузовский район). В 1941 году окончила среднюю школу № 3 города Ишимбая (ныне: Башкирская гимназия-интернат № 2 им. А.Валиди).
22 июня 1941 года началась Великая Отечественная война. Выпускной вечер стал прощальным вечером для её одноклассников и учителей, уходивших на фронт. 6 из 15 одноклассников Гульсиры не вернулись домой. Учёбу пришлось отложить.
В 1948 году она окончила Башкирский государственный медицинский институт и вернулась в Ишимбай врачом. Гульсира Булатовна была назначена заведующей амбулатории городской больницы. В 1948 году на левом берегу реки Белой началось строительство крупнейшего в Европе нефтехимического комбината № 18, в 1948—1951 годах стройплощадка административно относилась к городу Ишимбаю. Учреждения здравоохранения Ишимбая занимались охраной здоровья не только своего города, но и большой армии строителей нового предприятия и будущего города Салават.
В 1950—1960 годы заведовала здравпунком Ишимбайского нефтеперерабатывающего завода.
В 1960—1962 годы — заместитель главного врача, в 1962—1983 — главный врач медсанчасти НГДУ «Ишимбайнефть». В 1983—1986 годы была заместителем главного врача по поликлинической работе.
В 1986—2008 годах после выхода на пенсию продолжала работать физиотерапевтом Ишимбайской центральной районной больницы.
Скончалась в 2016 году в городе Ишимбай.

## Награды
- Отличник здравоохранения СССР (1954)
- Орден «Знак Почёта» (1961)
- Заслуженный врач РСФСР (1969)
- Почётный гражданин города Ишимбая и Ишимбайского района (1999)[4].